# Alvaro Monnini
Alvaro Monnini (Firenze, 26 agosto 1922 – Milano, 2 giugno 1987) è stato un artista italiano.
Insieme ai colleghi Vinicio Berti, Gualtiero Nativi, Bruno Brunetti e Mario Nuti, fu tra i fondatori del movimento artistico denominato Astrattismo Classico.

## Biografia
Nasce a Firenze il 26 agosto 1922.
Dal 1935 al 1938 frequenta lo studio del pittore e incisore Emilio Mazzoni Zarini a Firenze.
Nel 1942 consegue il diploma di maturità presso il Liceo Artistico di Firenze e dal 1943 al 1945 frequenta l'Accademia di Belle Arti. Le prime esperienze artistiche sono di carattere figurativo e postcubista. Nell'immediato dopoguerra partecipa attivamente alla vita culturale fiorentina, le sedi degli incontri e delle discussioni sono alcuni caffè del centro, le latterie e il retrobottega del colorista Rigacci.
Partecipa alla fondazione del gruppo «Arte d'Oggi» e dal 3 al 14 maggio 1947 prende parte alla mostra Contenuto e forma della nuova realtà, prima esposizione del gruppo allestita nei locali della Galleria Firenze di via Cavour.
Compie un viaggio a Parigi insieme al pittore e amico Berti, esperienza importante che lo porta a riflettere sulla situazione artistica internazionale e ad orientare la propria pittura verso nuove ricerche astratte di carattere concretista.
Espone negli spazi della Galleria Firenze alla seconda mostra organizzata dal gruppo «Arte d'Oggi» Rassegna di pittura e scultura italo-francese, evento in occasione del quale vengono presentate al pubblico le tendenze artistiche presenti nel contesto nazionale ed europeo; partecipano, infatti, personalità come Renato Guttuso, Ennio Morlotti, Giulio Turcato, Emilio Vedova, e i francesi Georges Dayez, André Fougeron e Edouard Pignon.
Grazie ai contatti con gli altri gruppi astrattisti è invitato ad esporre a Milano, presso la Galleria Bergamini, insieme a Berti, Silvano Bozzolini, Brunetti e Arrigo Parnisari.
Nel novembre prende parte alla mostra Arte d'Oggi. 4 pittori espongono, con prefazione al catalogo di Ermanno Migliorini, allestita presso la Galleria Vigna Nuova di Firenze.
Nel 1948 Partecipa alla V° Quadriennale di Roma.
Nel febbraio 1949 espone alla collettiva Pitture concrete nei locali della Libreria Salto a Milano, dove l'anno precedente era stata allestita la prima mostra del Movimento arte concreta (MAC).
Organizza, insieme a Berti, Nativi e Fernando Farulli la 3ª Mostra Internazionale “Arte Oggi”, alla Galleria La Strozzina, presso Palazzo Strozzi, a Firenze; all'evento partecipano molti artisti legati ai gruppi dell'astrattismo presenti sul territorio nazionale come Afro Basaldella, Bozzolini, Corrado Cagli, Piero Dorazio, Lucio Fontana, Morlotti, Atanasio Soldati, Turcato, Vedova e gli artisti francesi gravitanti intorno alla galleria parigina di Denise René, tra i quali si ricordano Jean Deyrolle, Jean Dewasne, Robert Jacobsen, Serge Poliakoff e Victor Vasarely.
Nel 1950 sottoscrive con Vinicio Berti, Bruno Brunetti, Gualtiero Nativi e Mario Nuti, il Manifesto dell'Astrattismo Classico, stilato da Ermanno Migliorini. Dal 20 al 30 giugno i cinque astrattisti espongono nelle sale della galleria Vigna Nuova con la mostra intitolata Fine dell'astrattismo; il titolo accentua il clima di polemica per la loro assenza alla XXV Biennale di Venezia.
Due mesi dopo sono presenti nella città lagunare con la mostra I pittori dell'astrattismo classico (Opera Bevilacqua la Masa).
Dal 1950 fino al 1960, e in seguito, dal 1965 al 1968, in collaborazione con la moglie Micol De Palma, inizia a disegnare tessuti per l'abbigliamento e foulards per varie case di moda tra cui, si ricordano Valditevere, Salvatore Ferragamo, Oleg Cassini, M. Cohen ed Emilio Pucci. Con quest'ultimo lavora per sette anni, dal 1952 al 1959, progettando quattro collezioni all'anno.
Il 28 maggio 1951 viene inaugurata la sua prima personale organizzata dalla Galleria Numero, diretta da Fiamma Vigo, e allestita nella saletta “N. 4r” presso il Bar degli Artisti a Firenze, in via della Robbia. Partecipa alle attività della galleria: nello stesso anno espone alla collettiva 1ª Mostra d'Arte in vetrina del giornale Numero ed è presente al Convegno di Pittori e Architetti, tenutosi il 28 e 29 dicembre nel Palazzo dell'Arte della Lana a Firenze.
Di conseguenza allo scioglimento del gruppo inizia una nuova ricerca artistica improntata, come ricorda Monnini, su «una maggiore libertà espressiva e di racconto, che permetteva di affrontare problemi anche introspettivi ed emotivi». È una fase che egli stesso definisce «strutturale». Le opere di questo periodo vengono presentate al pubblico per la prima volta nel giugno del 1955 ad una collettiva tenutasi a La Strozzina, dove espone con Berti, Brunetti, Mario Nigro, Nuti, Fernando De Szyszlo e poco dopo in occasione della sua personale allestita negli spazi della galleria La Cittadella di Ascona, in Svizzera, nel 1955 (12 – 28 agosto 1955).
La sua ricerca artistica non è unicamente indirizzata alla pittura, ma è rivolta anche all'arredamento, alla ceramica, alla moda, alla grafica pubblicitaria e all'illustrazione.
Nel 1954 con l'opera Danza partecipa al concorso indetto dall'Opificio delle pietre dure destinato ad artisti contemporanei per la progettazione di opere da realizzare con la tecnica del commesso fiorentino e con il proprio bozzetto vince il primo premio .
Verso la metà degli anni cinquanta inizia ad utilizzare gli smalti e la rasiera per ottenere nuovi effetti artistici che richiamano elementi primordiali e cosmici.
Tra il 1956 ed il 1958 partecipa a numerose collettive tra le quali si ricordano: Vinicio Berti, Bruno Brunetti, Alvaro Monnini, Alberto Moretti, Gualtiero Nativi, Mario Nuti, presso Galleria La Navicella di Viareggio (1956); Vinicio Berti, Bruno Brunetti, Alvaro Monnini, Alberto Moretti, Gualtiero Nativi, Mario Nigro, Mario Nuti, alla Galleria del Fiore a Milano (1957); VIII Mostra Nazionale di Arte Contemporanea negli spazi della Pinacoteca Civica di Alessandria (1957); 45 artisti astratti, Opere della collezione Numero e Litografie monotipi bianco-nero, tre collettive organizzate dalla Galleria Numero a Firenze (1958).
Nel novembre 1959 viene inaugurata una sua personale al Circolo Unione di Bari, occasione in cui tiene un discorso pubblico sul tema Ragioni e proiezioni della pittura d'oggi.
Ottiene la cattedra onoraria per l'insegnamento della Pubblicità presso l'Accademia d'Arte e Design Leonetto Cappiello di Firenze.
Espone nuovamente con la Galleria Numero alla mostra 40 Astrattisti, partecipa alle mostre Winkleman selection of florentine painters 1959 a Detroit, Review of the contemporary painting of Florence ad Edimburgo e The Parker exhibition of contemporary italian painting, evento espositivo itinerante in America che si prolunga fino al 1960.
Successivamente si trasferisce a Roma dove realizza creazioni pubblicitarie (RCA Italiana), fornisce consulenze artistiche e porta avanti la sua ricerca che esprime con nuovi materiali che richiamano l'ambiente naturale iniziando, così, ad utilizzare le sabbie colorate. 
Nel 1960 espone a Buenos Aires presso la Galeria de arte “H” con la mostra 4 pintores italianos en H.
L'anno seguente è premiato al 2° Premio Nazionale di pittura Città di Fiesole e nel 1962 ottiene il terzo premio acquisto con l'opera Opera 2 al IV Premio Nazionale “Città di Grosseto” per la giovane pittura italiana. Nello stesso anno partecipa alla collettiva La pittura dei giovani fiorentini nel dopoguerra (1945-1950), organizzata negli spazi della Galleria L'Indiano di Firenze, dove aveva già esposto anche in altre occasioni (1955, 1957 e 1960).
Nel 1963 si stabilisce definitivamente a Milano, città dove porta avanti il cammino artistico iniziato a Roma. Con Io sono tutti (1963), Pietra del tempo (1964) ed Emblema (1964) si avvicina all'arte informale.
Nel 1964 ottiene il Premio-acquisto Osvaldo Licini alla XV Mostra Nazionale Premio del Fiorino.
Espone alla mostra Concretismo a Milano, Firenze, Roma, dal 1947 al 1950, allestita nei locali della Galleria di Palazzo Libri a Firenze.
Nel 1968 espone alla Galleria Flori di Firenze con Berti, Bozzolini, Brunetti, Moretti, Nativi e Nuti.
Nel giugno 1970 la Galleria Schettini espone I dèmoni di Monnini, serie che caratterizza il suo lavoro dalla fine degli anni sessanta all'inizio degli anni settanta.
Il 22 ottobre si inaugura una sua mostra personale alla Galleria Scotland House di Milano, occasione in cui è organizzata anche una conferenza dal titolo “Funzione dell'artista nella società contemporanea”.
Il 12 giugno 1973 la Galleria Schubert di Milano espone la cartella di litografie Viaggio all'interno con presentazione di Silvio Ceccato e l'anno seguente, tiene due personali alle Gallerie Giraldi, prima a Livorno poi a Firenze. Le opere di questo periodo, fino alla metà degli anni settanta, rappresentano un'evoluzione formale dei Dèmoni; elabora una sintassi complessa tramite una tecnica articolata: introduce l'uso delle maschere (stencil) e raggiunge particolari esiti espressivi mediante il dripping e lo spruzzo a bocca, stratificando a fasi alterne l'action painting alla stesura pittorica. L'intento è quello di aumentare la profondità spaziale e la ricchezza dei messaggi emozionali, alle ricerca degli "archetipi" dell'umano.
Nel 1975 espone nei locali della Galleria Il Gabbiano a La Spezia con presentazione in catalogo di Miklos N. Varga. L'anno seguente partecipa, ottenendo il Premio della Presidenza, alla IV Biennale Europea di Bruxelles (Maison de la culture et centre des congrés de Woluwé Saint-Pierre).
Per circa un decennio, dalla metà degli anni settanta, ottiene la nomina di Preside di Facoltà presso l'Istituto Politecnico Internazionale del Centro Superiore di Architettura e Design di Milano dove insegna teoria della forma, teoria del colore e geometria descrittiva.
Nella seconda metà degli anni settanta ritorna ad una pittura geometrica ed inizia ad effettuare ricerche di carattere scientifico sulla percezione dello spazio. I suoi studi Prospettiva metodo Monnini ed Effetto T.V.S., ovvero Trasformazione Visuale dei Solidi, vengono presentati in occasione della mostra Geometria e percezione, tre proposte di Kirby, Otero, Monnini (26 ottobre – 25 novembre 1978) al Museo Laboratorio del Castello Sforzesco di Milano.
Esemplificative sono le Psicografie, opere che documentano gli studi intrapresi in questi anni, e nelle quali assumono un ruolo rilevante la luce, il colore, l'aspetto psicologico e quello temporale, come scrive l'artista stesso: «queste mie creazioni strutturali sono la scelta predeterminata di un “solo” momento visivo, cioè uno su infiniti possibili eventi nel tempo e nello spazio».
Nel 1979 tiene una personale dal titolo Alvaro Monnini. Opere psicografiche presso la Galleria Valentini di Milano.
Nel marzo del 1980 sostiene una serie di incontri dal titolo Problemi della visione nel Collegio universitario Cardinale Riboldi di Pavia.
L'anno seguente espone in occasione della mostra Astrattismo Classico. Firenze 1947-1950 nella Sala d'Arme di Palazzo Vecchio a Firenze e presso la Galleria della Fondazione dell'Opera Bevilacqua La Masa a Venezia.
Nel 1982 dona un suo autoritratto del 1978 alla Galleria degli Uffizi.
Continua a lavorare nell'ambito del design e dell'architettura progettando porte, pannelli murali e piastrelle per varie aziende; alla Snam Progetti di Assago realizza l'allestimento per la sala riunioni.
Nel 1986 inizia la sua ultima ricerca artistica che definisce «percorsi mentali» o «luoghi della mente», dalla quale nascono composizioni geometriche di carattere plastico, dipinte con tonalità cromatiche tratte dalla pittura gotica che inducono lo spettatore a scoprire, ancora una volta, nuove percezioni visive, a creare mentalmente nuovi spazi e percorsi di lettura. «In pratica, – scrive Monnini – è come se ciascuno di noi ridipingesse il quadro secondo un suo viaggio personale, in fase contemplativa: forse questo può stimolare spazi emotivi e psichici precedentemente inconsci, o semplicemente sensazioni percettive nuove almeno nel loro linguaggio».
Il suo percorso artistico, ancora in continua evoluzione, si conclude il 2 giugno 1987 a Milano, giorno della sua scomparsa.

## Esposizioni Personali
1951
Numero, Bar degli Artisti, Firenze.
1955
Galleria La Cittadella, Ascona.
Alvaro Monnini. Espone 20 tempere e disegni, Galleria d'arte de' Tintori, Prato.
Circolo della casa della cultura, Livorno.
1959
Circolo Unione Bari, Bari.
1960
Galleria Michaud, Firenze.
Galleria d'Arte Moderna L'Indiano, Firenze.
1961
Centro delle Arti, Grosseto.
1962
R.C.A. Italiana, Roma.
1970
Mostra del pittore Alvaro Monnini e Tavola Rotonda sul tema: “Funzione dell'artista nella società contemporanea”, Scotland House, Milano.
I dèmoni di Monnini, Galleria Schettini, Milano.
1973
Presentazione della cartella di litografie Viaggi all'interno, Galleria Schubert, Milano.
1974
Galleria Giraldi, Firenze.
Galleria Giraldi, Livorno.
1975
Galleria Il Gabbiano, La Spezia.
Galleria Vismara, Milano.
1979
Alvaro Monnini. Opere psicografiche, Galleria Valentini, Milano.
2013
Galleria Open Art, Prato.

## Esposizioni Collettive
1947
Collettiva, Empoli.
Contenuto e forma della nuova realtà, Galleria Firenze, Firenze.
1947-1948
Rassegna sindacale toscana delle arti figurative, Palazzo Strozzi, Firenze.
1948
Rassegna di pittura e scultura italo-francese, Galleria Firenze, Firenze.
Galleria Bergamini, Milano.
Mostra nazionale di pittura e scultura, Gran Premio Forte dei Marmi.
Arte d'Oggi. V. Berti, B. Brunetti, Monnini, Nativi, 4 pittori espongono, Galleria Vigna Nuova, Firenze.
Mostra arti figurative “Premio Firenze”, Ex-Convento delle Oblate, Firenze.
Sindacato toscano arti decorative, Palazzo Strozzi, Firenze (18 gennaio – 8 febbraio 1948) Rassegna Nazionale di Arti figurative, V Quadriennale, Galleria Nazionale d'Arte Moderna, Roma.
1949
Pitture concrete, Libreria Salto, Milano.
3ª Mostra Internazionale «Arte d'Oggi», La Strozzina, Firenze.
Mostra nazionale d'arte contemporanea, Asti.
1950
Fine dell'astrattismo, Galleria Vigna Nuova, Firenze.
I pittori dell'astrattismo classico, Opera Bevilacqua la Masa, Venezia.
Prima mostra collettiva, Palazzo di parte guelfa, Firenze.
Premio Vittorio Alfieri, Asti.
1951
1ª Mostra d'Arte in vetrina del giornale Numero, Firenze.
1ª Rassegna pittura fiorentina contemporanea, Numero, Bar Cennini, Firenze.
Arte astratta e concreta in Italia 1951, Galleria Age d'Or, Roma.
Arte astratta e concreta in Italia 1951, Art club centrale, Roma.
Arte astratta e concreta in Italia 1951, Galleria Nazionale d'Arte Moderna, Roma.
Movimento astratto italiano, Galleria d'Arte Contemporanea, Firenze.
Astrattisti di “arte d'oggi” napoletani, liguri, toscani, emiliani, veneti, Rassegna della Pittura Astratta Italiana, IV Mostra, Milano.
Italian Artists of Today, Göteborg, Helsinki, Oslo, Copenaghen.
1953
Premio Lissone, Lissone.
1954
Mostra nazionale arte non-oggettiva, Galleria Numero, Firenze.
1955
Accrochage di 11 pittori astratti, Galleria Numero, Firenze.
Numero. La Cava. Mostra internazionale all'aperto di arti plastiche, Monterinaldi, Firenze.
Collezione di Numero, Galleria Numero, Firenze.
Vinicio Berti, Bruno Brunetti, Alvaro Monnini, Mario Nigro, Mario Nuti, F. De Szyszlo, Galleria La strozzina, Palazzo Strozzi, Firenze.
Espongono gli astrattisti di Firenze, Galleria Giraldi, Livorno.
Espongono gli astrattisti di Firenze, Galleria L'Indiano, Firenze.
VI Mostra Nazionale Premio del Fiorino, Galleria dell'Accademia, Firenze.
7º Premio Naz. di pittura “Golfo della Spezia”, La Spezia.
Sessanta maestri del prossimo trentennio, Prato.
Premio Lissone, Lissone.
1956
Prima Mostra completa della Collezione “Numero” di Fiamma Vigo, Museo Civico, Pistoia.
Vinicio Berti, Bruno Brunetti, Alvaro Monnini, Alberto Moretti, Gualtiero Nativi, Mario Nuti, Galleria La Navicella, Viareggio.
1957
70 opere della collezione di Numero, Galleria Numero, Firenze.
Albenzio, Barisani, Biasi, Bozzolini, Carmi, Frunzo, Giovannoni, Hollesch, Levi, Medici, Moretti, Mari-Belli, Monnini, Nigro, Peschi, Tulli, Galleria Numero, Firenze.
Pittori fiorentini, Galleria d'Arte Moderna L'Indiano, Firenze.
Vinicio Berti, Bruno Brunetti, Alvaro Monnini, Alberto Moretti, Gualtiero Nativi, Mario Nigro, Mario Nuti, Galleria del Fiore, Milano.
VIII Mostra Nazionale di Arte Contemporanea, Pinacoteca Civica, Alessandria.
1958
45 artisti astratti, Galleria Numero, Firenze.
Opere della collezione Numero, Galleria Numero, Firenze.
Litografie monotipi bianco-nero, Galleria Numero, Firenze.
Espongono i pittori Vinicio Berti, Alvaro Monnini, Gualtiero Nativi, Galleria d'Arte Il Metro, Arezzo.
Giovani artisti italiani, La Permanente, Milano.
II Premio nazionale di pittura “Il taccuino delle arti”, Palazzo Strozzi, Firenze.
Istituto di Storia dell'Arte, Pisa.
1959
40 Astrattisti, Galleria Numero, Firenze.
Winkleman selection of florentine painters 1959, Gallery 4, Detroit.
Winkleman selection of florentine painters 1959, Magazzini Winkleman, Detroit.
4 pittori fiorentini. Bruno Brunetti, Alvaro Monnini, Alberto Moretti, Mario Nuti, Galleria Michaud, Hotel Continental, Firenze.
Iª Mostra di arte toscana, Circolo degli artisti “Casa di Dante”, Firenze.
Review of the contemporary painting of Florence, Edimburgo.
Galleria C.A. I., Firenze.
Quadriennale 1959, Palazzo della Palazzo Sociale al Valentino, Torino.
The Parker exhibition of contemporary italian painting, mostra itinerante in America.
1960
Opere della Collezione “Numero”, Galleria Numero, Firenze.
“Presenze”(Mostra internazionale di Arte Astratta), Galleria Numero e Galleria Numero 2, Firenze.
Mostra Internazionale di Arte Astratta organizzata dall'Associazione Turistica Pratese e dalla Galleria Numero di Firenze, Palazzo Pretorio, Prato.
4 pintores italianos en H, Galeria de arte “H”, Buenos Aires.
Galleria D.L.F., Firenze.
Galleria Numero, Firenze.
Maggio di Bari, Bari.
Premio del Fiorino, Firenze.
Galleria L'Indiano, Firenze.
Galleria Santa Croce, Firenze.
The Parker exhibition of contemporary italian painting, mostra itinerante in America.
1961
2 Premio Nazionale di pittura Città di Fiesole, Scuola Filippo Mangani, Fiesole.
Galleria Numero, Firenze.
Maggio di Bari, Bari.
Rassegna Einaudi, Libreria Einaudi, Roma.
Galleria San Marco, Roma.
1961-1962
Premio nazionale di paesaggio “Autostrada del Sole”, Palazzo delle Esposizioni, Roma.
1962
IV Premio Nazionale “Città di Grosseto” per la giovane pittura italiana, Palazzo della Amministrazione Provinciale, Grosseto.
La pittura dei giovani fiorentini nel dopoguerra (1945-1950), Galleria L'Indiano, Firenze.
Pittori d'oggi, Galleria Michaud, Firenze.
1963
IV Rassegna di arti figurative di Roma e del Lazio, Palazzo delle Esposizioni, Roma.
Mostra Mercato Nazionale d'Arte Contemporanea, Palazzo Strozzi, Firenze.
Mostra Mercato Nazionale d'Arte Contemporanea, Galleria L'88, Roma.
1964
XV Mostra Nazionale Premio il Fiorino, Palazzo Strozzi, Firenze.
Concretismo a Milano, Firenze, Roma, dal 1947 al 1950, Galleria di Palazzo Libri, Firenze.
1968
Berti, Bozzolini, Brunetti, Monnini, Moretti, Nativi, Nuti, 1947/50, Galleria Flori, Firenze.
1970
Due decenni di eventi artistici in Italia: 1950-1970, Palazzo Pretorio, Prato.
100 pittori italiani, Galleria Schettini, Milano.
1971
Albergo Milano, Bratto della Presolana, mostra organizzata dalla Galleria Ressi di Milano.
Premio internazionale di pittura e grafica "Brunellesco", Firenze
1973
Firenze Verifica 1945/1965. XXI Premio del Fiorino. Biennale Internazionale d'Arte, Fortezza da Basso, Firenze.
Caldini, Cioni, Fusi, Garinei, Monnini, Zen, Galleria Giraldi, Firenze.
1974
Galleria d'Arte Classica, Milano.
1975
«Una firma per tutti», Galleria d'Arte Moderna L'Incontro, Torino.
Vismara Arte, Milano.
1976
IV Biennale Europea, Maison de la culture et centre des congrés de Woluwé Saint-Pierre, Bruxelles.
Grafica di maestri contemporanei, Club d'Arte Gruppo 6, Pachino.
Arte oggi, Gallerie Giraldi, Livorno.
1977
Mostra Brera 3, Galleria Braidense, Milano.
1978
Geometria e percezione, tre proposte di Kirby, Otero, Monnini, Museo Laboratorio, Castello Sforzesco, Milano.
1981
Astrattismo Classico. Firenze 1947-1950, Sala d'Arme di Palazzo Vecchio, Firenze.
Astrattismo Classico (Firenze 1947 – 1950), Fondazione dell'Opera Bevilacqua La Masa, Venezia.
1982
Mac. Movimento Arte Concreta. 33ª Mostra d'Arte Contemporanea, Torre Pellice.
1983
Aniconicità '50/60, Vismara Arte, Milano.
Biennale 83, Palazzo della Società promotrice di Belle Arti, Torino.
3ª Biennale d'Arte Città della Spezia, Palazzo delle manifestazioni, La Spezia.
1991
Presenze delle avanguardie a Firenze dal ʼ47 ad oggi, Centro d'Arte Spaziotempo, Firenze.
Arteroma 91. 3º Salone d'Arte Moderna e Contemporanea, Palazzo dei Congressi, Roma.
1995
Dieci anni di acquisizioni 1984-1994, Gabinetto Disegni e Stampe degli Uffizi, Firenze.
1996
Cinquant'anni di astrattismo nelle collezioni della civica galleria, Civica Galleria d'Arte Moderna, Gallarate.
Percorsi paralleli. Opere e artisti 1945-1970, Andito degli Angiolini, Palazzo Pitti, Firenze.
1997-1998
Correnti astratte in Toscana, 1947-55, Villa Renatico Martini, Monsummano Terme.
1998
Da un'esperienza maturata nei primi anni cinquanta all'Opificio delle Pietre Dure di Firenze, “Gruppo Donatello”, Firenze.
2001
Da Art Club al Gruppo degli Otto. La pittura astratta del secondo dopoguerra in Italia, Fondazione Carical, Cosenza.
Da Art Club al Gruppo degli Otto. La pittura astratta del secondo dopoguerra in Italia, Palazzo dell'Annunziata, Matera.
“L'immagine e la parola”. Piero Santi e l'arte a Firenze dal 1950 al 1975, Galleria d'Arte Moderna e Contemporanea “Raffaele De Grada”, San Gimignano.
2001-2002
Astrattismo classico 1947-1950, Centro D'Arte Arbur, Milano.
Arte in Italia nel secondo dopoguerra tra concretismo e nuova astrazione. Opere dalle Collezioni della Civica Galleria d'Arte Moderna di Gallarate, Civico Museo Parisi Valle.
2002
Astrattismo classico 1947-1950, Galleria d'Arte Niccoli, Parma.
Astrattismo classico 1947-1950, Galleria Open Art, Prato.
Continuità. Arte in Toscana 1945-1967, Palazzo Strozzi, Firenze.
2007
Kandinsky e l'astrattismo in Italia 1930 – 1950, Palazzo Reale, Milano.
2011
"Percorsi Riscoperti dell'Arte Italiana - VAF Stiftung 1947-2010" M.A.R.T. Trento e Rovereto.

## Musei e collezioni
Il museo di Arte contemporanea e del Novecento di Monsummano Terme conserva una sua opera degli anni '50 , due opere si trovano conservate presso la Collezione Luca Crippa di proprietà del comune di Seregno , un'opera del 1953 si trova conservata presso il MA GA  Museo arte Gallarate , è presente nella collezione permanente del MAGI '900 - Museo delle eccellenze artistiche e storiche .
Il primo Foulard Ferragamo, conservato nel suo museo fondazione, fu realizzato su disegno di Alvaro Monnini. .